# Orangeblütiger Erbsenstrauch
Der Orangeblütige Erbsenstrauch (Caragana aurantiaca) ist ein orangegelb blühender Strauch und ein Vertreter der Schmetterlingsblütler (Faboideae). Das natürliche Verbreitungsgebiet der Art liegt in Asien. Sie wird selten als Zierstrauch verwendet.

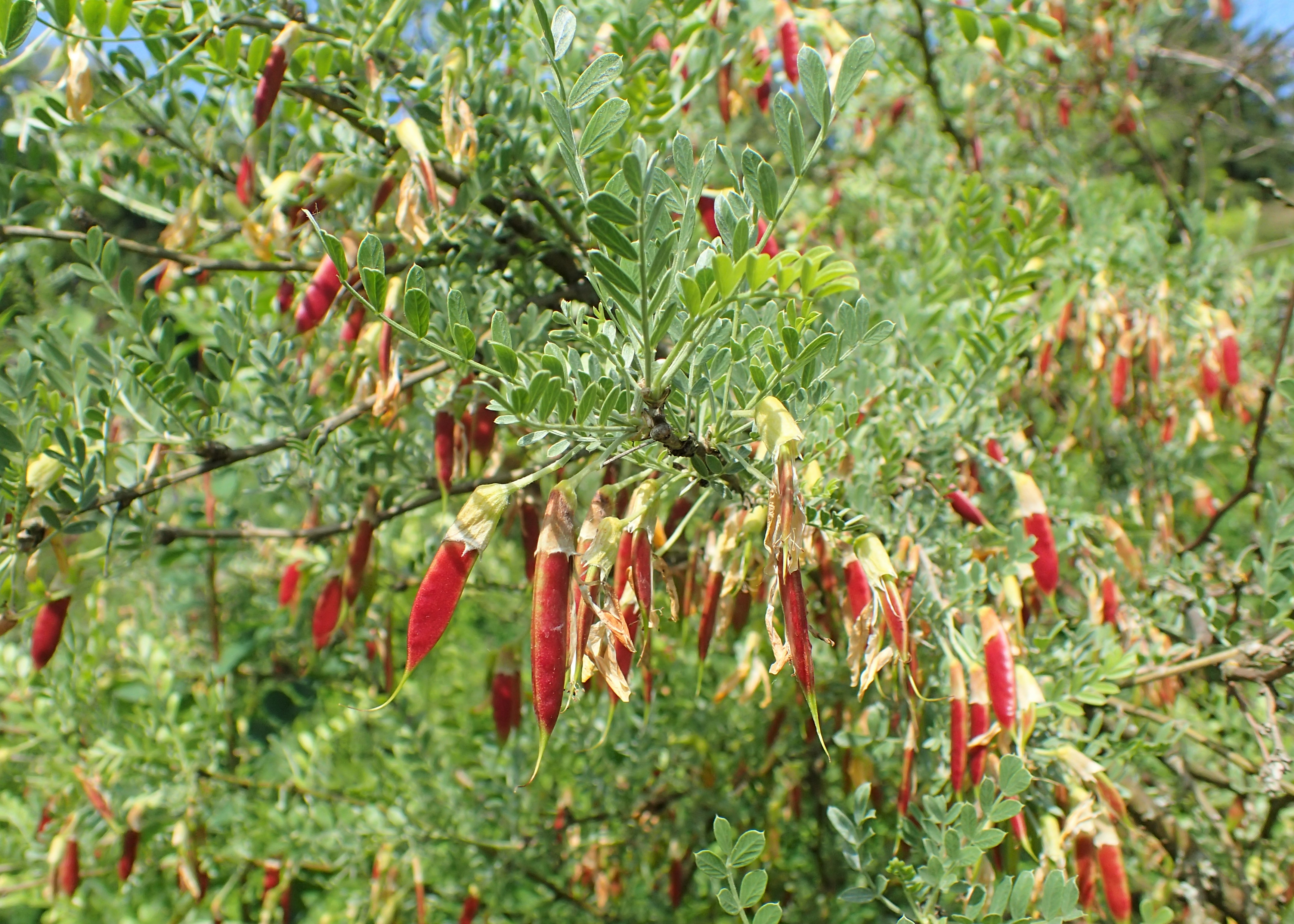
Ornageblütiger Erbsenstrauch (Caragana aurantiaca) fruchtend

## Beschreibung
Der Orangeblütige Erbsenstrauch wächst als wenig verzweigter Strauch mit grünlich brauner bis dunkelgrauer, glänzender Rinde und erreicht eine Wuchshöhe von 1 Meter. Die Zweige sind zahlreich, dünn, anfangs aufrecht und später abstehend übergeneigt. Die Laubblätter sind in vier Blättchen unterteilt. Blattstiel und Blattspindel werden an langen Zweigen 3 bis 5 Millimeter lang und verdornen häufig; sie fehlen jedoch an kurzen Zweigen. Die Blättchen sind 4 bis 16 Millimeter lang und 1 bis 2 Millimeter breit, linealisch bis lanzettlich-lineal, sichelförmig und kahl. Die Oberseite ist hellgrün, die Unterseite ist etwas heller als die Oberseite. Die Nebenblätter verdornen.
Die Schmetterlingsblüten stehen einzeln auf 6 bis 9 Millimeter langen Stielen. Der Blütenkelch ist 6 bis 7 Millimeter lang und glockenförmig. Die Blütenkrone ist orangegelb und 1,8 bis 2 Zentimeter lang. Die Fahne ist rundlich, mit runder oder ausgerandeter Spitze. Die Platte ist drei bis viermal länger als der Nagel. Die Flügel sind schmal länglich, der Nagel ist halb so lang wie die Platte. Der Nagel des Schiffchen ist kürzer als die Platte, die Blattöhrchen sind kurz. Der Fruchtknoten ist kahl. Die Hülsenfrüchte sind 2,5 bis 4 Zentimeter lang, zylindrisch, etwas zusammengedrückt und kahl. Der Orangeblütige Erbsenstrauch blüht von Juni bis Juli, die Früchte reifen im August.
Die Chromosomenzahl beträgt 2n=16.

## Vorkommen und Standortansprüche
Das natürliche Verbreitungsgebiet des Orangeblütigen Erbsenstrauchs liegt in Afghanistan, in der Republik Altai in Russland, in Kirgisistan, Usbekistan, im chinesischen Autonomen Gebiet Xinjiang und in Pakistan. Er wächst in Steppen und Trockenwäldern in etwa 1000 Metern Höhe auf trockenen bis frischen, schwach sauren bis stark alkalischen, sandigen, sandig-kiesigen bis sandig-lehmigen, nährstoffreichen Böden an sonnigen bis lichtschattigen Standorten. Die Art ist nässeempfindlich, wärmeliebend und meist frosthart.

## Taxonomie und Systematik
Der Orangeblütige Erbsenstrauch (Caragana aurantiaca) ist eine Art aus der Gattung der Erbsensträucher (Caragana) in der Familie der Hülsenfrüchtler (Fabaceae). Dort wird sie der Tribus Hedysareae in der Unterfamilie der Schmetterlingsblütler (Faboideae) zugeordnet. Koehne hat die Art 1893 in Deutsche Dendrologie Jahrgang 1893 Seite 340 als Caragana aurantiaca erstbeschrieben. Der Gattungsname Caragana leitet sich vom mitteltürkischen Wort „qaraqan“ ab, das einen Erbsenstrauch beschreibt, das Artepitheton aurantiaca bedeutet orangerot.

## Verwendung
Der Orangeblütige Erbsenstrauch wird aufgrund der dekorativen Blüten als Zierstrauch verwendet, ist jedoch eher selten.

## Nachweise